# Ruisseau de la Barricade
Pour les articles homonymes, voir Barricade (homonymie).
Le ruisseau de la Barricade, ou la Barricade, est un ruisseau français du département de la Corrèze, en région Limousin, affluent du Chavanon et sous-affluent de la Dordogne.

## Géographie

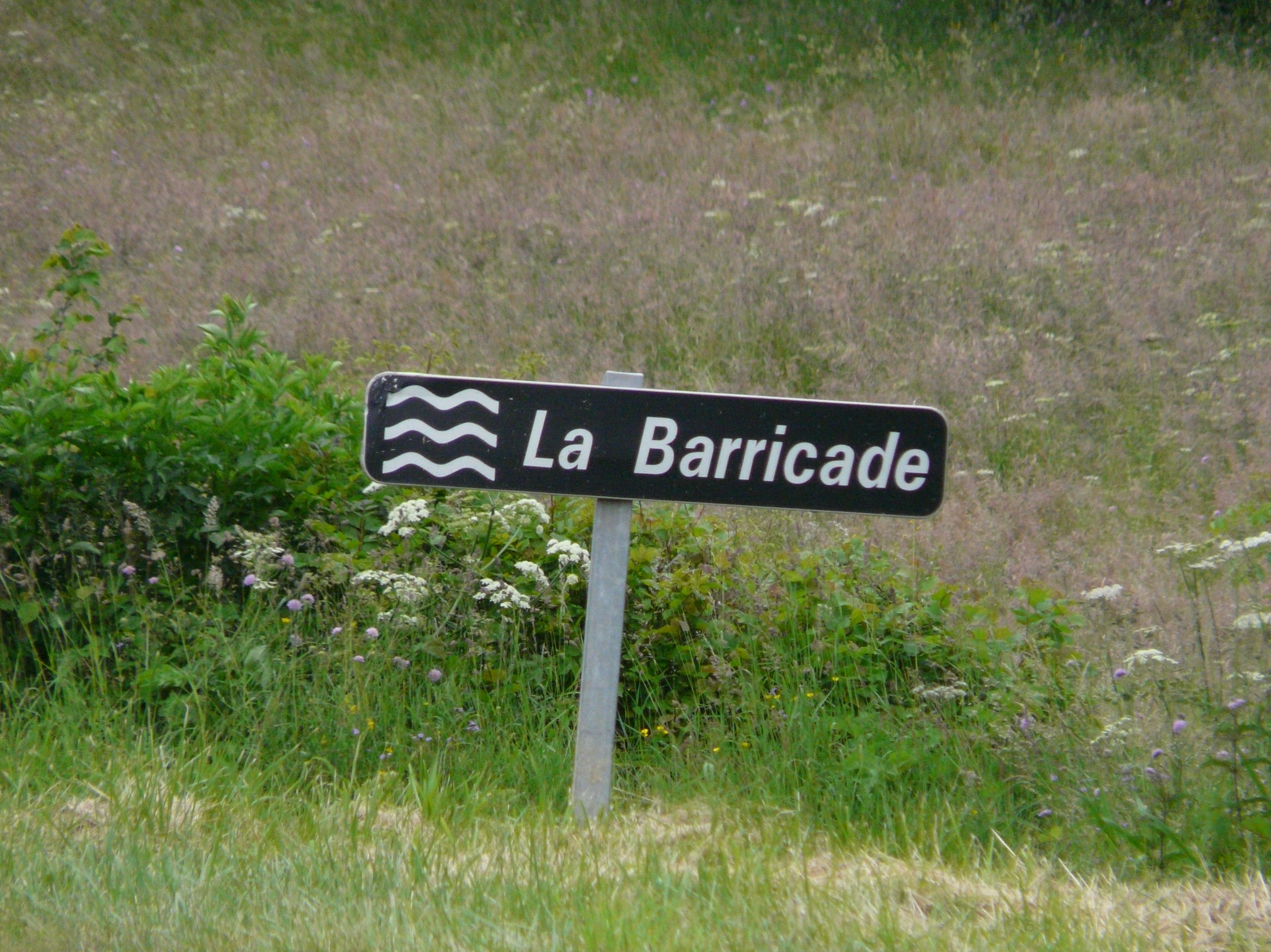
Panneau signalant le ruisseau.

Le ruisseau de la Barricade, également appelé la Barricade, prend sa source à Lamazière-Haute, dans le département de la Corrèze, vers 800 m d’altitude, au nord de la route départementale 21E3, à l'est du village de Lamazière-Haute.
L'autoroute A89 le franchit au viaduc de la Barricade. Après un parcours dans des gorges, il rejoint le Chavanon en rive droite, à 590 m d’altitude, au lieu-dit la Gare de Savennes, deux kilomètres et demi au nord-ouest du village de Savennes.
Dans sa partie aval et sur plus de six kilomètres, le ruisseau de la Barricade sert de limite naturelle aux communes qu'il borde (Merlines à l'est face à Aix puis Saint-Étienne-aux-Clos, côté ouest).
Le ruisseau de la Barricade est long de 11,9 km et la totalité de son cours s'effectue à l'intérieur du parc naturel régional de Millevaches en Limousin.

### Affluents
Parmi les six affluents sans nom du ruisseau de la Barricade répertoriés par le Sandre, le plus long, en rive droite, mesure 2,5 km.

### Département, communes et cantons traversés
À l'intérieur du seul département de la Corrèze, le ruisseau de la Barricade arrose cinq communes, soit d'amont vers l'aval : 
- Lamazière-Haute (source)
- Eygurande
- Aix
- Merlines (confluent)
- Saint-Étienne-aux-Clos (confluent)

En termes de cantons, le ruisseau de la Barricade prend source dans le canton d'Eygurande, et conflue dans celui d'Ussel-Est, tous deux dans l'arrondissement d'Ussel.

## Monuments ou sites remarquables à proximité
- Les gorges de la Barricade[3].